# Ambystoma dumerilii
Ambystoma dumerilii é uma espécie de anfíbio caudado pertencente à família Ambystomatidae. Endêmica do México.